# Вулиця Ярмаркова (Черкаси)
Вулиця Ярмарко́ва — одна з вулиць у місті Черкаси. Знаходиться у мікрорайоні Дахнівка.

## Розташування
Вулиця коротка і простягається від вулиці 2-го Українського фронту на південний захід до вулиці Ігоря Бойка. Від вулиці починається і простягається на схід вулиця Глібова.

## Опис
Вулиця неширока та неасфальтована, забудована приватними будинками.

## Історія
До 1983 року вулиця називалася на честь радянського письменника Миколи Островського, а після приєднання села Дахнівка до міста Черкаси була перейменована на честь маршала Георгія Жукова. 22 лютого 2016 року в процесі декомунізації вулиця була перейменована на честь ярмарки, яка раніше періодично проходила неподалік.